# Balsamocitrus camerunensis
Espèce
Statut de conservation UICN

 DD  : Données insuffisantes
Balsamocitrus camerunensis Letouzey  est une espèce d'arbre de la famille des Rutaceae selon la classification phylogénétique. 

## Description
Cet arbre, ou buisson sarmenteux, peut mesurer environ 5 mètres de hauteur pour un tronc de 10 à 15 cm de diamètre. Ses rameaux en zigzag sont rougeâtres et possèdent des épines souvent disposées par paire. Les jeunes rameaux sont légèrement pileux. Ses feuilles sont simples ou parfois bi ou tri-foliolées. Les folioles sont composées de sept à huit paires de veines latérales. 
Cette espèce d'Afrique tropicale se développe dans les sous-étages des forêts tropicales humides sempervirentes ou de montagne . 